# Efecto Yarkovsky

Efecto Yarkovsky:
1. Radiación de la superficie del asteroide
2. Asteroide de movimiento progrado o directo (antihorario)
2.1 Posición de «tarde»
3. Órbita del asteroide
4. Radiación solar
.

El efecto Yarkovsky modifica las órbitas de objetos pequeños del Sistema Solar como resultado del modo en que estos absorben la radiación del Sol en una de sus caras y lo reirradian mientras rotan. Esto produce un ligero desequilibrio que, lentamente, con el paso del tiempo, altera la trayectoria del objeto. Se estudia principalmente en relación con meteoroides y asteroides de pequeño tamaño (de 10 cm a 10 km de diámetro), puesto que su influencia es muy significativa para dichos cuerpos.

## Historia
Este efecto fue descubierto por el ingeniero polaco Ivan Osipovich Yarkovsky (1844–1902), cuya afición era la investigación de problemas científicos. Mientras escribía para un panfleto alrededor del año 1900, Yarkovsky observó que el calentamiento diurno de un objeto rotador en el espacio podría influir a largo plazo las órbitas de los cuerpos de pequeñas dimensiones, especialmente meteoroides y pequeños asteroides; de hecho el efecto actúa con mayor intensidad en los objetos menores y solo débilmente en los mayores.
Un hallazgo extraordinario que habría sido relegado al olvido de no ser por el astrónomo estonio Ernst Öpik (1893–1985) quien, décadas más tarde, debatió acerca de la posible importancia que el efecto Yarkovsky podría tener en el movimiento de los meteoroides dentro del Sistema Solar.

## Componentes del efecto
El efecto Yarkovsky es consecuencia del calentamiento diferencial de la superficie de un objeto rotante. Generalmente se identifican dos componentes del efecto:
Efecto diurno
En un cuerpo rotante (como un asteroide) iluminado por el Sol, la superficie está más caliente en la «tarde» y las primeras horas de la noche, que durante la «mañana» o la noche cerrada. El resultado es que la cara del «anochecer» irradia más calor que la cara del «amanecer», generando un empuje en virtud de la presión de radiación en dirección opuesta a la cara del amanecer. Para los asteroides de movimiento directo (progrado o antihorario) esta dirección coincide con la de movimiento de su órbita, lo que produce un incremento gradual de su semieje mayor y, en consecuencia, en la modificación de la órbita en una espiral que los aleja del Sol. Por el contrario, para los asteroides de movimiento retrógrado (horario) la fuerza actúa contra el movimiento orbital y el movimiento en espiral está dirigido hacia el Sol. Este componente diurno sería el dominante para objetos que superan los 100 m de diámetro.
Efecto estacional
Este efecto es más sencillo de entender en el hipotético caso de un cuerpo no rotante cuyo «día» dure exactamente lo mismo que su «año». Mientras viaja a través de su órbita, el hemisferio del «anochecer», que ha sido calentado durante un largo período, se halla invariablemente en la dirección del movimiento orbital. El exceso de radiación térmica en esta dirección ejerce una fuerza de frenado que impulsa el objeto en espiral en dirección hacia el Sol. En la práctica, para cuerpos rotantes, este efecto estacional es directamente proporcional a la oblicuidad de la eclíptica. El efecto es dominante si el efecto diurno es lo suficientemente pequeño. Esto puede ocurrir si la rotación es muy rápida (y por consiguiente la distribución de la temperatura es relativamente uniforme), si el cuerpo es de muy reducidas dimensiones o si la oblicuidad se acerca a los 90°. El efecto estacional se hace más relevante para pequeños fragmentos de asteroides (hasta 100 m), siempre que su superficie no esté cubierta de estrato regolítico aislante ni tengan una velocidad de rotación extremadamente baja.
Adicionalmente, para períodos más extensos, en los cuales el eje de rotación del cuerpo es alterado por las colisiones con otros cuerpos (y por lo tanto también cambia la dirección del efecto diurno), el efecto estacional tenderá a ser dominante.
Las condiciones detalladas anteriormente pueden lógicamente complicarse en el caso de cuerpos con órbitas muy excéntricas.